# Три мушкетёра
«Три мушкетёра» (фр. Les trois mousquetaires) — историко-приключенческий роман Александра Дюма-отца, впервые опубликованный в парижской газете Le Siècle в 1844 году с 14 марта по 11 июля. Книга посвящена приключениям молодого дворянина по имени д’Артаньян, отправившегося в Париж, чтобы стать мушкетёром, и трёх его друзей-мушкетёров Атоса, Портоса и Арамиса в период между 1625 и 1628 годами.
История д’Артаньяна продолжается в двух других романах трилогии: «Двадцать лет спустя» и «Виконт де Бражелон, или Десять лет спустя». На основе «Трёх мушкетёров» была создана пьеса «Юность мушкетёров» (1849).

## Сюжет
Молодой небогатый гасконский дворянин д’Артаньян в апреле 1625 года покинул родной дом и отправился в Париж, надеясь на место в полку мушкетёров. По дороге, в Менге (фр. Meung-sur-Loire), он встречает приближенного кардинала Ришельё, «незнакомца из Менга», и прекрасную даму. Помешав их встрече, д'Артаньян вызывает незнакомца на дуэль, но в итоге оказывается избит его слугами. Кроме того, незнакомец похищает рекомендательное письмо молодого гасконца. По прибытии в Париж д’Артаньян направился на аудиенцию к капитану королевских мушкетёров господину де Тревилю, однако тот разъяснил, что по существовавшим правилам он не может дать новичку место в своём полку до того, как он проявит свою доблесть или не прослужит в другой, менее престижной, части двух лет, и направил его в гвардейский полк дез Эссара.
Далее, в силу ряда случайностей, в тот же день д’Артаньян оскорбил одного за другим троих известных мушкетёров — друзей Атоса, Портоса и Арамиса — и получил от всех троих вызовы на дуэль. Явившись в полдень того же дня на пустырь за аббатством для дуэли, гасконец и мушкетеры встретили там патруль гвардейцев кардинала, которые попытались арестовать всю четверку за нарушение указа о запрете дуэлей. В ответ д’Артаньян и трое его соперников объединились и победили превосходящего противника, став после этого друзьями. Кардинал Ришельё жаловался на выходки мушкетёров королю Людовику XIII, тот пожурил де Тревиля, но втайне остался горд тем, что его люди взяли верх над кардинальской гвардией.
Д’Артаньян начинает обустраиваться в Париже, нанимает слугу по имени Планше и поселяется в доме галантерейщика Бонасье и его молодой жены Констанции, в которую вскоре влюбляется. Констанция служит в штате королевы Анны Австрийской. Между Людовиком и Анной напряженные отношения, королева находится под подозрением у кардинала за свои связи с испанским двором и соперничает с ним за влияние на короля. Кроме того, в Анну Австрийскую влюблен известный на всю Европу министр и фаворит английского короля герцог Бекингем. Королева колеблется: явное пренебрежение, которое она терпит от мужа, преследования Ришелье, все это приводит к тому, что она не отвергает ухаживания Бэкингема окончательно, хотя и не уступает им. Тайно приехавший по приглашению королевы в Париж Бэкингем узнает, что письмо Анны было подделкой, однако все-таки просит её о свидании. Королева встречается с герцогом, чтобы окончательно отказать ему во всякой надежде, однако в качестве прощального дара преподносит ему двенадцать своих алмазных подвесок, которые ей ранее подарил король. Кардинал, узнав об этом от шпионов в окружении королевы, решает компрометировать её: он уговорил короля устроить для королевы бал в парижской ратуше, а жене предложить появиться на нем в своих подвесках. В дополнение к этому, кардинал поручает своему агенту, Миледи Винтер, которая находится в Англии, похитить у Бекингема две подвески, что та и выполняет.
Королева в отчаянии после разговора с королем, она не знает, что ей делать. Однако невольным свидетелем объяснения венценосных супругов становится Констанция, и она берется помочь своей госпоже. Констанция сначала пытается поручить деликатную миссию своему супругу, однако тот трусит и, кроме того, уже некоторое время назад завербован кардиналом. Пока Бонасье бегает доносить на жену, ищущий внимания Констанции д’Артаньян без колебаний вызывается ехать в Лондон, чтобы спасти честь королевы. Атос, Портос и Арамис сопровождают д’Артаньяна. Во время путешествия всех мушкетёров выводят из строя ловушки и засады, подстроенные кардиналом, узнавшем о предприятии от Бонасье. Но д’Артаньян, сразившись близ Кале с посланником кардинала, графом де Вардом, добирается до порта и переправляется через Ла-Манш в Лондон. Там он встречается с Бекингемом, получает у него подвески (две украденные, по предположению герцога, некоей леди Кларик приходится заменить копиями, срочно изготовленными ювелиром Бекингема) и доставляет их обратно в Париж, буквально в последний момент. Королева появляется на балу в подвесках, кардинал оказывается посрамлённым. Неудовольствие его высокопреосвященства падает в том числе и на Миледи. Вскоре Констанция, в благодарность за проявленный героизм, назначает свидание д'Артаньяну, однако, явившись на него, молодой человек обнаруживает, что Констанцию только что похитили. Он в отчаянии, но напасть на след возлюбленной не может, хотя ему и удается сообщить о произошедшем королеве. Гасконец отправляется в провинцию, чтоб выяснить судьбу своих друзей. Он находит Портоса с ранением и узнает, что его возлюбленная «герцогиня» (на самом деле жена богатого, но скаредного прокурора Кокнара) отказала ему в высылке денег. Д'Артаньян решает денежные проблемы друга. Затем он находит Арамиса, который после ранения и длительного молчания своей возлюбленной «белошвейки» (на самом деле, настоящей герцогини де Шеврез) решил принять сан. Молодой человек расстраивает постриг Арамиса. Затем он встречается с Атосом, который больше 2 недель держал оборону в погребе, куда угодил, спасая д'Артаньяна. Атос мертвецки пьян и, узнав о любовных переживаниях д'Артаньяна, рассказывает ему настоящую любовную драму. Один «его друг» (за которым угадывается сам Атос), молодой, знатный и богатый граф из провинции Берри, влюбился в 16-летнюю девушку незнатного происхождения, но редкостной красоты и ума, жившую неподалеку от его владений с братом священником. Несмотря на разницу в положении, молодой человек женился на девушке, увез её в свой замок и сделал первой дамой провинции. Однако вскоре после свадьбы он обнаружил, что девушка была заклеймлена цветком лилии, что выдавало в ней преступницу, воровку или проститутку. В отчаянии молодой супруг, пользуясь правом феодала вершить суд в своих владениях, повесил жену на дереве… Утром Атос делает вид, что ничего не помнит о разговоре накануне, д'Артаньян тоже предпочитает промолчать.
Вернувшись в Париж, четверо друзей узнают о начале военной кампании против крепости Ля-Рошель, оплота гугенотов. Мушкетерам и гвардейцу надо добыть себе снаряжение, однако деньги, полученные от даров Бэкингема, уже просажены, и где добыть их, они не представляют…
Тем временем, д'Артаньян встречает в Париже женщину, которую видел и в Менге, и в английском порту, и начинает следовать за ней, в результате, став свидетелем её ссоры с неким англичанином. Происходит вызов на дуэль, причем четверную. На дуэли мушкетёры и д'Артаньян побеждают англичан, а лорд Винтер, которого д’Артаньян пощадил, знакомит его с прелестной дамой, с которой ссорился днем ранее. Она оказывается вдовой покойного брата лорда — леди Кларик, которую все зовут просто Миледи. Д’Артаньян, не забывая о своей возвышенной любви к Констанции, влюбляется и в Миледи, но от её служанки Кэтти (в свою очередь влюбившейся в самого гасконца) узнает, что Миледи ненавидит д'Артаньяна. Во-первых, молодой человек мог убить лорда Винтера, сделав Миледи богатой наследницей его состояния, но не сделал этого, во-вторых, из-за д'Артаньяна Миледи впала в немилость у кардинала, что выдает её причастность к делу о подвесках (тем более, что о леди Кларик упоминал и Бэкингем). Кроме того, становится ясно, что Миледи что-то знает о похищении Констанции. Выяснив при этом, что Миледи сама влюблена в графа де Варда, д’Артаньян решается на дерзкую интригу: он, получив от Кэти письма Миледи к графу де Варду, приходит на свидание вместо графа и, пользуясь темнотой, проводит ночь с Миледи, а наутро присылает от имени графа дерзкое письмо, вызывающее у Миледи ненависть к якобы отвергнувшему её графу. Она решает покончить с де Вардом руками д’Артаньяна и проводит с ним ночь. Но д’Артаньян, очарованный своей любовницей, неосторожно признается в своём обмане, вызывает гнев Миледи и случайно, в пылу ссоры порвав на ней пеньюар, обнаруживает у неё на плече клеймо. С помощью Кэти молодому человеку удается спастись, он приходит к Атосу, и они, сопоставив детали, понимают, что Миледи является той самой женщиной из рассказа Атоса…
Благодаря подаренному Миледи сапфиру (оказавшемуся родовой драгоценностью Атоса), друзья покупают экипировку и предпочитают покинуть Париж, подальше от нового и опасного врага.
Три мушкетёра и д’Артаньян, теперь тоже мушкетёр, проявляют на войне чудеса удали и героизма. Миледи тем временем организовывает несколько покушений на жизнь д’Артаньяна, но неудачно. Кардинал, руководящий тяжелой и длительной осадой, решает вывести из игры Бекингема, поддерживающего лярошельцев. С этой целью он заключает сделку с Миледи: она организует убийство Бэкингема, а за это Ришелье выдает ей документ, позволяющий расправиться с д'Артаньяном (о причинах столь сильной ненависти к молодому гасконцу, который своей удачливостью и смелостью скорее симпатичен кардиналу, Ришелье не догадывается, однако спокойно жертвует молодым человеком). Однако случайным свидетелем разговора, решающего судьбу его друга, становится Атос. Он открывает свою личность Миледи и, угрожая ей оружием, забирает у неё письмо за подписью Ришелье. Миледи в ярости, однако ей удается отплыть в Англию, где она попадает в руки лорда Винтера, предупрежденного четверкой друзей об опасности, грозящей герцогу Бэкингему. Миледи арестована и заключена под арест под надзором лейтенанта Фельтона, воспитанника и подчинённого лорда Винтера. Однако, сыграв на религиозных чувствах молодого человека и рассказав, что она якобы была изнасилована Бекингемом, Миледи совращает Фельтона, который помогает ей бежать и убивает Бекингема…
Миледи возвращается во Францию и оказывается в монастыре кармелиток близ Бетюна, где ждёт графа Рошфора, известного д'Артаньяну как «незнакомец из Менга». По злому совпадению в этом же монастыре скрывается Констанция (королеве удалось освободить её из заточения, и она направилась в монастырь как во временное убежище). Миледи решает войти к ней в доверие, чтобы похитить уже лично и тем самым отомстить гасконцу и Атосу. Однако в монастырь неожиданно прибывает четвёрка мушкетёров с письмом от королевы, предписывающим отпустить Констанцию с ними, и Миледи убивает Констанцию, отравив её ядом… Мушкетёры встречают лорда Винтера, который рассказывает им об убийстве Бэкингема. Пятеро дворян и их слуги выслеживают злодейку. Атос обращается к местному палачу, которому показывает письмо за подписью кардинала, что заставляет палача следовать за ним. Настигнув Миледи в уединенном убежище, молодые люди предъявляют ей обвинения, однако она отрицает всё и надеется вывернуться… Неожиданно к числу обвинителей присоединяется и палач. Увидев его, Миледи впадает в ужас. Палач Бетюна рассказывает подлинную историю Миледи. В 15 лет она, послушница в Лилле, где рассказчик был палачом, соблазнила скромного молодого священника, который ради неё похитил священные сосуды, чтобы добыть денег на побег. Однако любовники были пойманы и как воры и клятвопреступники приговорены к клеймению. Оба клейма наложил лилльский палач, бывший родным братом священника. Однако обоим преступникам удалось бежать, они достигли Берри, где молодой священник получил небольшой приход. Красота и манеры его любовницы, которую он выдавал за свою сестру, очаровали молодого графа де ла Фер, женившегося на ней… Атос, чья личность раскрывается, подтверждает все вышесказанное… По единогласному приговору палач обезглавливает Миледи, её тело он топит в реке…
По прибытии в расположение своего полка, мушкетёров арестовывают по указанию Ришелье. На допрос к кардиналу отправляется д'Артаньян, который признается во всем, а также в казни Миледи. В своё оправдание он рассказывает о преступлениях этой женщины и, неожиданно для кардинала, предъявляет «своё помилование»: письмо за подписью Ришелье, когда-то выданное им для оправдания убийства самого д'Артаньяна. Сопоставив всё, включая избавление от опасной компаньонки, и оценив потенциал д’Артаньяна, кардинал выдает ему патент на чин лейтенанта мушкетёров.
…По окончании кампании Портос женился на своей овдовевшей к тому моменту прокурорше, получив огромное наследство господина Кокнара, Арамис постригается в аббаты. Только Атос решает служить мушкетёром уже под началом д’Артаньяна до 1631 года, а затем выходит в отставку и удаляется в провинцию, где получает небольшое наследство…

## История создания
«Три мушкетёра» изначально публиковались по главам в газете «Le Siècle» с 14 марта по 11 июля 1844 года. Это традиционный роман с продолжением, роман-фельетон: глава обрывалась на самом интересном месте, чтобы читатель с нетерпением ждал продолжения. Таким образом, читательское восприятие книги в то время отличалось от нынешнего, когда книгу читают сразу целиком:

Для нас Констанция умерла, миледи отрубили голову, Портос женился на прокурорше, Арамис принял постриг, Атос оставил службу и уехал в провинцию. А давайте представим, что думали первые читатели «Трёх мушкетёров», когда Атос наставил пистолет на бывшую жену и… И нужно ждать следующего фельетона. Сколько мсье и мадам жаждало убийства, а сколько — примирения супругов? И сколько было недовольных тем, что Атос всего лишь отобрал у жены открытый лист?— Вера Камша «Тысяча и одна серия»
Поскольку Дюма платили в газете построчно, он изобрёл Гримо — слугу Атоса, который изъяснялся исключительно односложно. Таким образом, строчка, на которой стояло одно слово «да» или «нет», оплачивалась точно так же, как и полная строка текста. К моменту написания «Двадцать лет спустя» издатели решили все же платить Дюма пословно, и Гримо сразу стал чуть более разговорчивым.
Первоначально в рукописи стояло имя д’Артаньяна — Натаниэль. Оно не понравилось издателям и было вычеркнуто.
Дюма, постоянно использовавший труд литературных негров, работал над «Тремя мушкетёрами» вместе с Огюстом Маке (1813—1888). Этот же автор помогал ему при создании «Графа Монте-Кристо», «Чёрного тюльпана», «Ожерелья королевы». Позже Маке подал в суд и потребовал признания 18 романов, написанных им в соавторстве с Дюма, как его собственных произведений, но суд признал, что его работа была не более чем подготовительной.

### Литературные источники

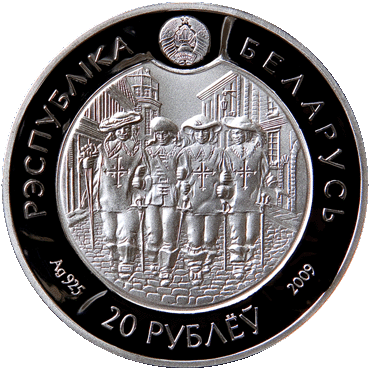
Монета НБРБ

В предисловии к книге Дюма писал, что основой романа послужили некие мемуары, найденные во Французской национальной библиотеке. Позднее выяснилось, что этим источником вдохновения были «Воспоминания господина д’Артаньяна, капитан-лейтенанта первой роты королевских мушкетёров» (Mémoires de Monsieur d’Artagnan, capitaine lieutenant de la première compagnie des Mousquetaires du Roi). Правда, написаны «воспоминания» были не д’Артаньяном, а писателем Гасьеном де Куртилем де Сандра, опубликовавшим их в Кёльне (1700) через 27 лет после смерти мушкетёра. Эту книгу Дюма взял в Марсельской муниципальной библиотеке и не вернул её, о чём свидетельствуют многочисленные письма с рекламациями, адресованные библиотекой и оставшиеся без ответа.
История с подвесками: В «Мемуарах» Франсуа да Ла Рошфуко (1662, полное издание 1817) упоминается о том, как графиня Люси Карлайл (дочь графа Генри Нортумберлендского) на балу срезала алмазные подвески у герцога Бэкингема. Также использовался Редерер «Политические и галантные интриги французского двора». Похищение Констанции взято из «Мемуаров» господина Пьера де Ла Порта, камердинера Анны Австрийской.
«Воспоминания», о которых Дюма говорит в предисловии, будто он просто опубликовал их в виде книги, по его словам, написаны графом де Ла Фер. То есть именно Атос является рассказчиком в «Трёх мушкетёрах».

### Прототипы главных героев
Образ д’Артаньяна создан де Куртилем, а следовательно, и Дюма на основе реально существовавшего человека:
- Шарль де Батц-Кастельмор, граф д'Артаньян (фр. Charles de Batz de Castelmore, comte d'Artagnan, р. между 1611 и 1615 — ум. 1673) — гасконец и мушкетёр. Но он не был маршалом и носил титул графа, тогда как персонаж менее знатен, хотя и стал маршалом. Настоящий д’Артаньян стал мушкетёром в 1644 году, уже после эпохи Ришелье. Был доверенным человеком Мазарини во время Фронды, участвовал в аресте Фуке, погиб в битве при Маастрихте в 1673 году, как и книжный герой.

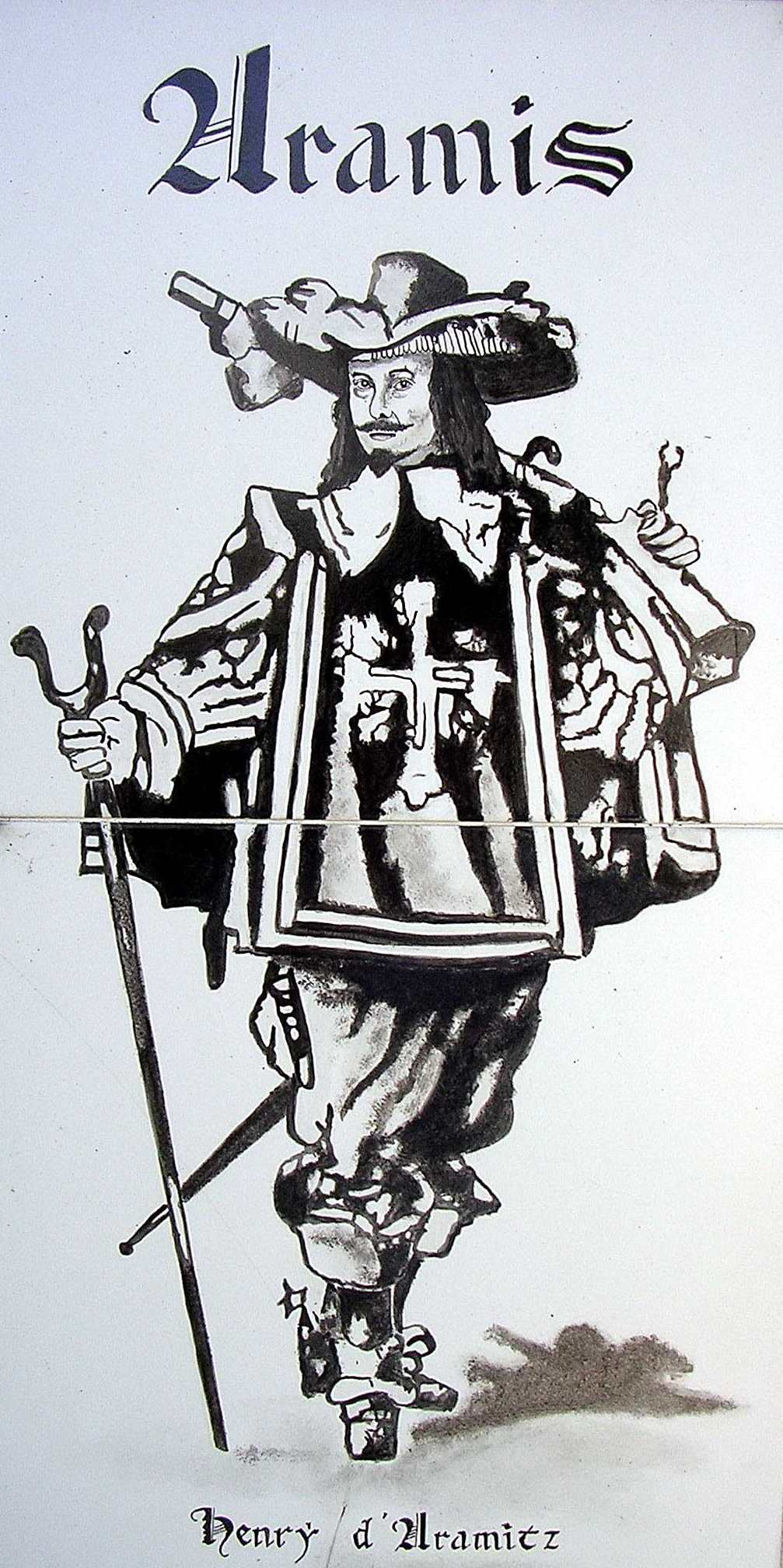
Арамис (иллюстрация)

Прозвища-псевдонимы трёх мушкетёров, возможно, были образованы де Куртилем из имён реально существовавших личностей.
- Арман де Силлэг д’Атос д’Отвьелль (фр. Armand de Sillègue d'Athos d'Autevielle, 1615—1643) — умер от раны, полученной на дуэли, ещё до того, как граф д’Артаньян был зачислен в мушкетёры.
- Исаак де Порто (фр. Isaac de Portau, 1617—1712) — стал мушкетёром в 1643 году[5].
- Анри д’Арамитц (фр. Henri d'Aramitz, ок. 1620—до 1674) — дворянин, светский аббат в сенешальстве Олорон, зачисленный в 1640 году в мушкетёрскую роту, которой командовал его дядя де Тревиль. В конце жизни он удалился в свои владения вместе с женой и четырьмя детьми.

Повествование начинается с апреля 1625 года, а осада Ла-Рошели происходила в 1627 году. В этот период настоящему д’Артаньяну было не более 14 лет, Атосу — 12, Портосу — 10, a Арамиcу — 7. Чтобы ввести эти события в повествование, Дюма «состарил» своих персонажей.
- Миледи — её прототипом считается графиня Люси Карлайл, брошенная любовница Бэкингема, из ревности ставшая агентом Ришельё.
- Рошфор — использован образ человека, фигурировавшего в «Воспоминаниях д’Артаньяна» под фамилией Роне, или Росне (Rosnai), а также книга «Memoires de MLCDR» (Monsieur le comte de Rochefort), мемуары Анри Луи де Алуаньи, маркиза де Рошфора (ошибка в имени: его звали Шарль-Сезар (Шарль-Сезар де Рошфор де Сен-Пуант, 1615—1687 гг.)), и графом он стал лишь после смерти отца в 1663 году), также, вероятно, поддельные, написанные тем же де Куртилем, который специализировался на подобной литературе в конце XVII века. До недавнего времени Рошфор считался вымышленным персонажем. Но появились данные, подтверждающие правдивость написанного у Гасьена де Куртиля. В Macmillan’s Magazine ещё в 1901 году вышел очерк Джеральда Бренана «Агент кардинала»[6]. Также в книге Джулии Пардо (Julia Pardoe) «Жизнь Марии Медичи» (The Life of Marie de Medicis — Volume 3) цитируются неопубликованные Мемуары некоего Рамбюра, который участвовал вместе с Рошфором в поимке Сен-Мара.

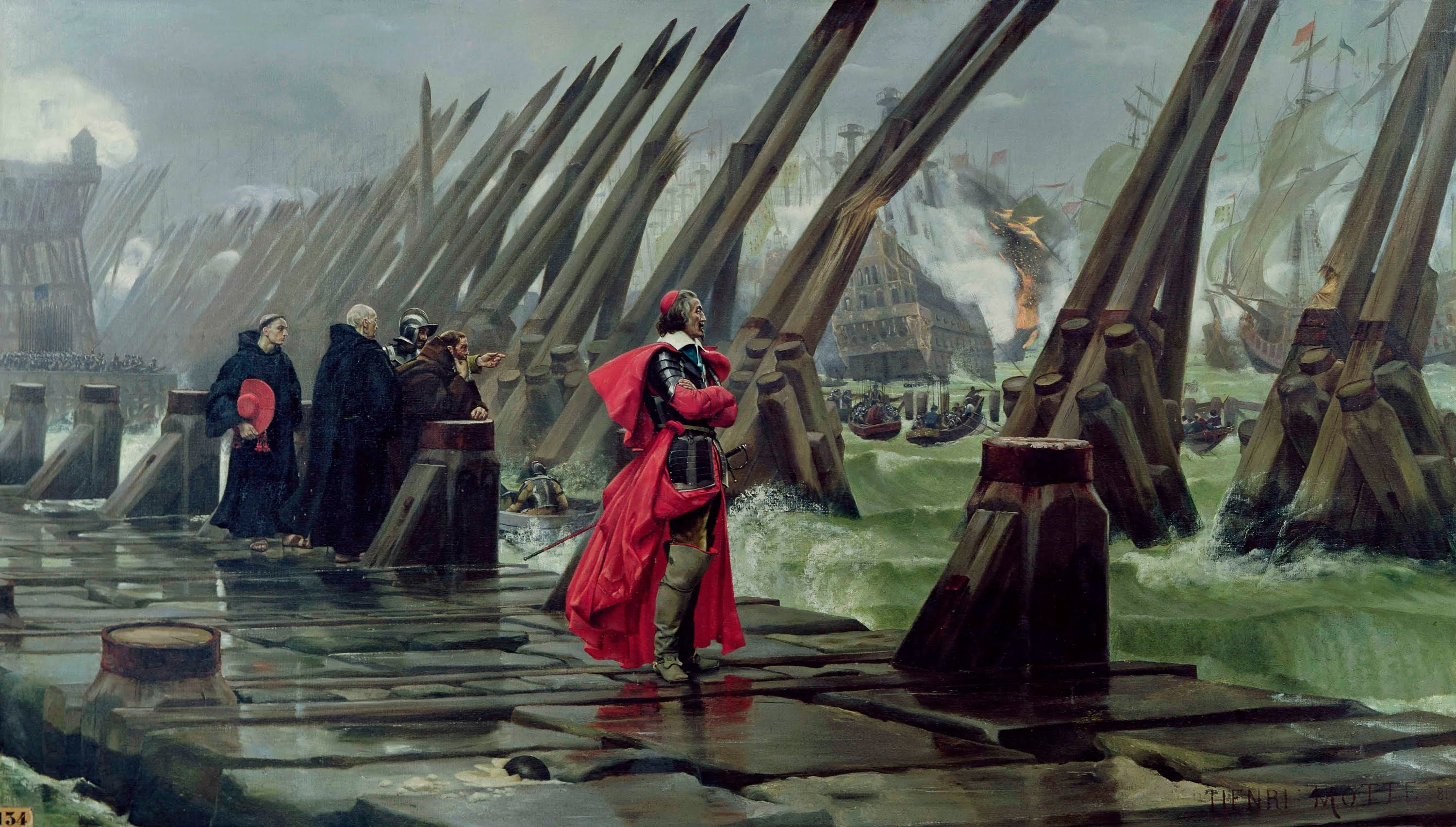
Кардинал Ришельё на осаде Ла-Рошели. Картина Анри Поля Мотта, 1881

## Персонажи

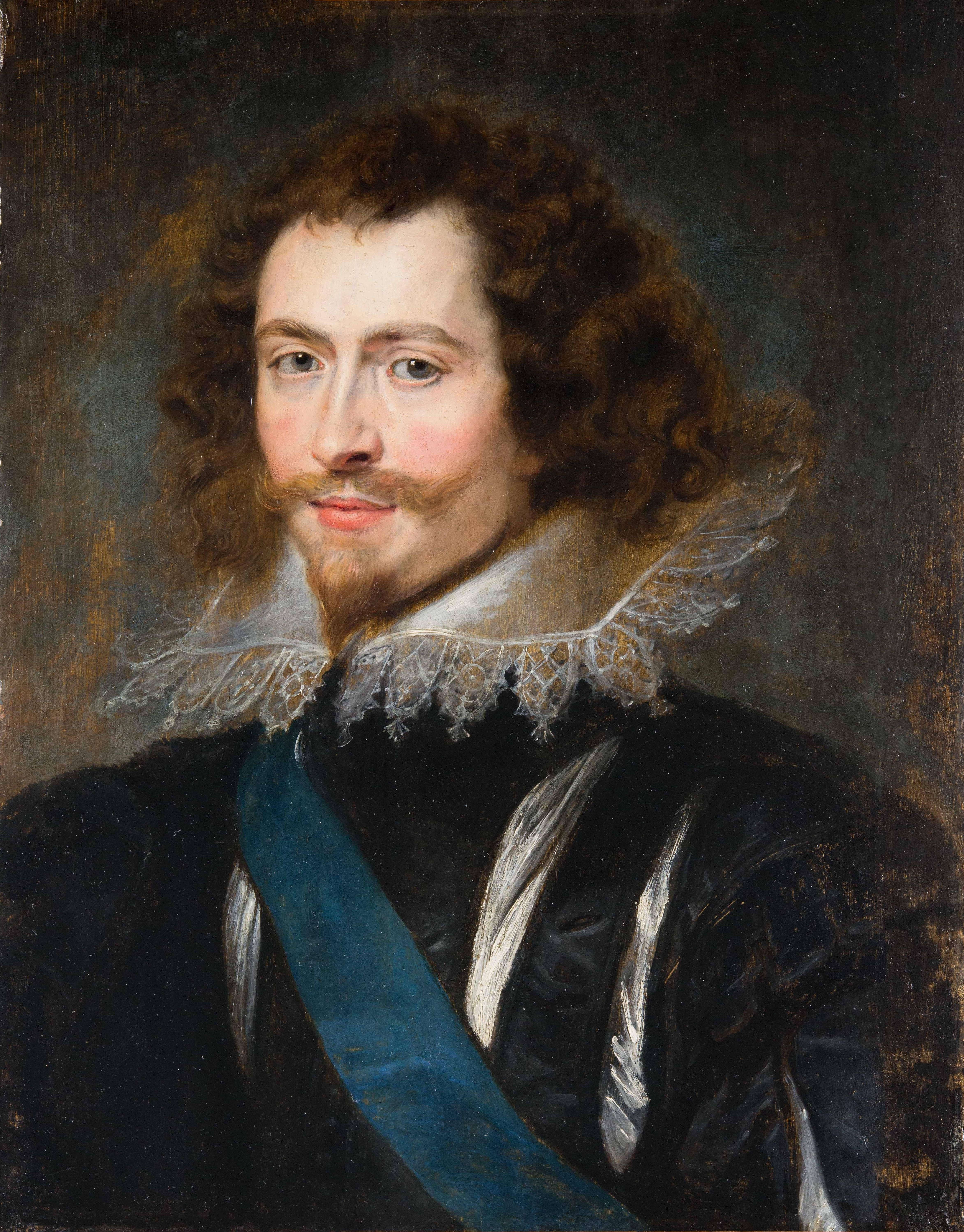
Портрет герцога Бекингема (Рубенс)

### Четыре мушкетёра
- Д’Артаньян (господин Д’Артаньян-сын)
- Атос (граф де Ла Фер)
- Портос (барон дю Валлон де Брасье де Пьерфон)
- Арамис (шевалье Рене д’Эрбле, епископ Ваннский)

### Реальные исторические личности
- Кардинал Ришельё
- Король Людовик XIII Справедливый
- Королева Анна Австрийская
- Герцог Бекингем
- Капитан-лейтенант мушкетёров дю Пейре, граф де Тревиль

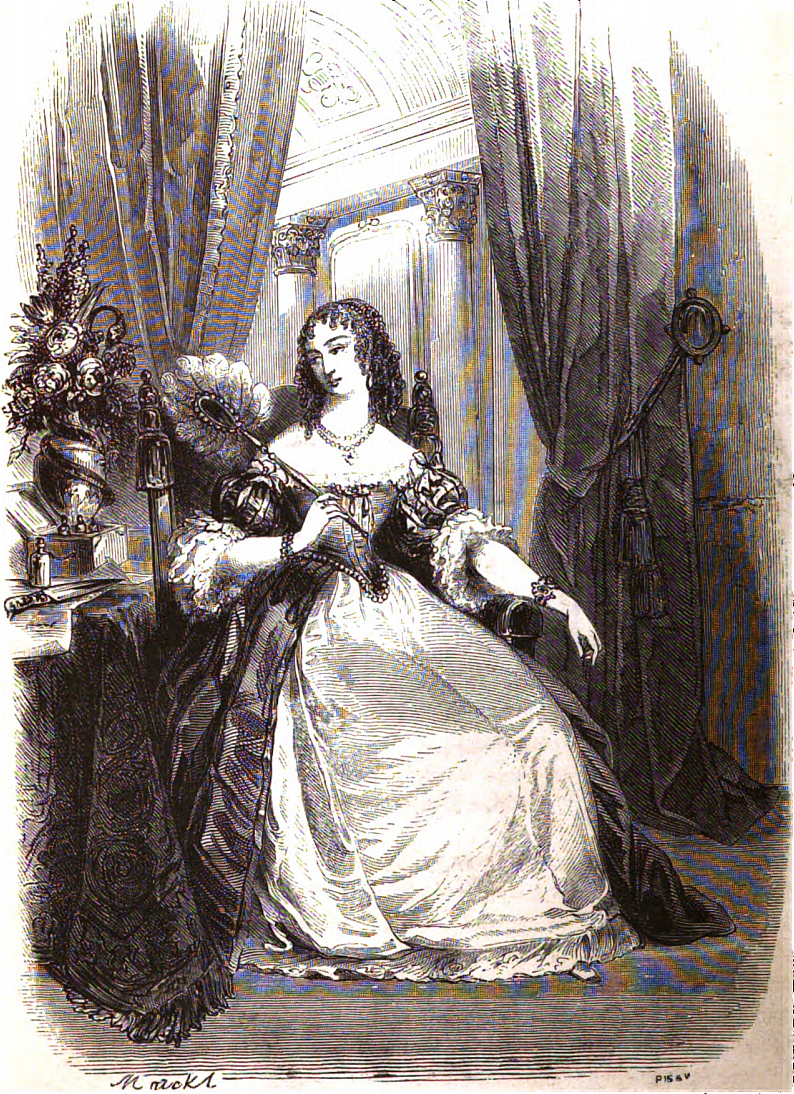
Портрет Миледи, она же леди Винтер, она же Анна де Бейль, она же леди Кларик, она же баронесса Шеффилд, она же Шарлотта Баксон, она же графиня де Ла Фер.

- Ла Порт
- Герцогиня де Шеврёз
- Джон Фельтон
- Король Англии Карл I

### Вымышленные персонажи
- Миледи. Она же Анна де Бейль, она же леди Кларик, она же баронесса Шеффилд, она же Шарлотта Баксон, она же графиня де Ла Фер, она же леди Винтер. Шпионка кардинала.
- Граф Рошфор. Преданный советник кардинала.
- Констанция Бонасьё. Жена галантерейщика Бонасьё и любовница д’Артаньяна.
- Планше. Слуга д’Артаньяна.
- Гримо. Слуга Атоса.
- Базен. Слуга Арамиса.
- Мушкетон. Лакей Портоса.
- Кэтти. Девушка, соблазнённая д’Артаньяном. Служанка Миледи, затем герцогини де Шеврёз.
- Господин Бонасьё. Муж Констанции Бонасьё, мещанин, галантерейщик.
- Лорд Винтер. Английский дворянин, брат второго мужа Миледи.

## Экранизации

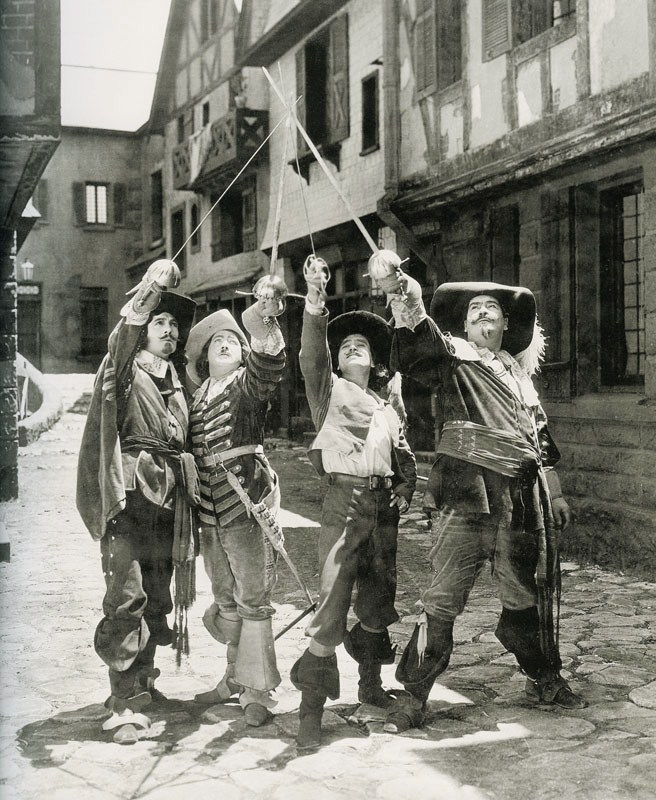
Мушкетёры в американском немом фильме 1921 года (реж. Фред Нибло)

Роман входит в число самых часто экранизируемых литературных произведений в мире и был экранизирован множество раз, начиная ещё с конца XIX века. Только американских и французских экранизаций, фильмов и мультфильмов по мотивам романа насчитывается более 20. Также к истории о мушкетёрах обращались кинематографисты Австралии, Бразилии, Великобритании, Германии, Испании, Италии, СССР и других стран.

## Продолжения
Сам Дюма написал два продолжения своего романа: Двадцать лет спустя (1845) и Виконт де Бражелон, или Десять лет спустя (1850). На основе «Трёх мушкетёров» была написана пьеса «Юность мушкетёров» (1849).
Апокрифы
Популярность романа привела к появлению множества продолжений, посвящённых его героям, а также подражаний.
- Георг Борн. «Анна Австрийская, или Три мушкетёра королевы» (1872). Действие начинается на 15 лет раньше (с убийства Генриха IV), а мушкетёры носят другие имена.
- Поль Махален (псевдоним Эмиля Блонде). «Сын Портоса» (1883, под именем А. Дюма).
- Поль Махален. «Дочь Арамиса» (1890, под именем А. Дюма).
- Поль Махален. «Д’Артаньян» (1896).
- Роже Нимье. «Влюблённый д’Артаньян, или Пятнадцать лет спустя» (1962, русский перевод 1993).
- Yak Rivais . «Milady, mon amour: Une femme dans la tourmente, 1627-1628» (1986).
- Евгений Евтушенко. «Конец мушкетёров» (1988).
- Николай Харин. «Снова три мушкетёра» (1993).
- Эдуард Глиссан. «Мемуары мессира д’Артаньяна» (русский перевод 1995).
- Александр Бушков. «Д’Артаньян — гвардеец кардинала» (2002).
- Даниэль Клугер. «Мушкетёр» (2007).
- Юлия Галанина. «Да, та самая миледи» (М.: Форум, 2005)
- Ораз Абдуразаков. «Шпага д’Артаньяна, или Год спустя» (2019)
- Серж Арденн. «Герцог Бекингем» (2019).
- Владимир Чекмарев. «Спецназ Красного герцога» (2023).